# Marija Aleksandrovna Aleksandrova
Marija Aleksandrovna Aleksandrova (in russo Мари́я Алекса́ндровна Алекса́ндрова?; 20 luglio 1978) è una ballerina russa, prima ballerina del balletto Bol'šoj dal 2004 al 2017.

## Biografia
Marija Aleksandrova ha studiato all'Accademia statale di coreografia di Mosca. Nel 1995 è stata tra le finaliste dell'Eurovision Young Dancers, mentre nel 1997 ha vinto il primo premio al Concorso internazionale di danza a Mosca ed è stata scritturata dal Bol'šoj. Nel 2004 Aleksej Ratmanskij la promuove al rango di prima ballerina e la sua coreografia Le Clair Ruisseau le vale la Maschera d'Oro.
Nei suoi tredici anni come prima ballerina della compagnia ha danzato in molti dei grandi ruoli del repertorio, tra cui Giselle e Myrtha in Giselle, Kitri in Don Chisciotte, Aurora ne La bella addormentata, Egina in Spartak, Odette e Odile ne Il lago dei cigni, Swanilda in Coppélia, Medora ne Il corsaro, Gamzatti e Nikiya ne La Bayadère, Giulietta in Romeo e Giulietta e le eponime protagonista di Raymonda e dell'Esmeralda, ruolo per cui ha ottenuto una candidatura al Prix Benois de la Danse nel 2010. L'anno prima era stata insignita del titolo di Artista del popolo della Federazione Russa da Vladimir Putin. 
Ha danzato con il Bol'šoj anche durante tournée in occidente, facendo così il suo esordio al Teatro alla Scala (2007), alla Royal Opera House (2010) e al Lincoln Center (2013). Inoltre ha danzato come prima ballerina ospite anche con il Balletto dell'Opéra di Parigi, il Balletto Mariinskij e l'English National Ballet. Nel 2014 ha esordito al Teatro di San Carlo a Napoli danzando accanto ad Aleksander Volčkov ne Le Corsaire di Aleksej Fadeečev. Nel 2017 ha lasciato il Bol'šoj, tornandovi a danzare sporadicamente come freelance. Nel 2018 ha vinto il Premio Positano Léonide Massine.